# 佛公天后宮
佛公天后宮，是臺灣高雄市前鎮區的廟宇，主奉福建海神天上聖母。

## 廟史
佛公天后宮的媽祖神像相傳是明朝天啟年間，來自福建福州馬尾溝的一對夫妻（黃奎及何氏更娘）有一日出海捕魚，當捕完魚準備回航時，忽然濛霧四罩，無法回航，等了九天，夫妻因連日來之焦急與勞累而睡著，一覺醒來後發現漁船漂流到打狗港內，因此在沙灘上蓋一間草寮暫為棲身，繼續討海生涯。在隔年媽祖壽誕之日，黃氏夫妻設置簡陋香案祭拜媽祖後，便出海捕魚。當日最後一網魚撈起時發現一尊天上聖母神像，迎回草寮朝夕虔誠供拜。
荷蘭人佔領臺灣後，黃氏夫妻帶著媽祖神像回到福建福州馬尾溝老家。鄭氏收復臺灣後，黃氏夫妻再渡臺灣打狗找到當年築草寮的舊址建屋居住，繼續捕魚生活。當時旁邊已經有十多戶鄰居，將黃氏夫妻所網獲之天上聖母神像建造一座廟宇，共同朝拜，以表至誠。
清康熙36年（1697年）賜該廟宇名為「天后宮」，附近居民皆以討海捕魚維生，將捕魚之漁網放在草屋內，漁網稱為「苓仔」，故曰內「內苓仔寮」。同治8年，天后宮因故焚毀，然而媽祖聖像並未燒毀。於清光緒七年（1881年）重建。在日治時期及民國42年天后宮都有重建過，佛公天后宮現今廟宇建築是民國76年重建，民國81年完工。

## 祀神
天上聖母、中壇元帥、註生娘娘、福德正神